# 气旋纳尔吉斯
特强气旋风暴纳尔吉斯（联合台风警报中心编号：01B，中國大陸定為超級氣旋風暴）是2008年北印度洋气旋季第一个获得命名的热带气旋，也是自2006年的气旋马拉以来第一个登陆缅甸的风暴。纳尔吉斯橫掃了緬甸南部的海岸線，引起嚴重風暴潮，造成極大破壞，它在該國至少導致90,000人死亡，56,000人失蹤。它是緬甸歷史上最嚴重的自然灾害，CNN引用美国官方估计最后的死亡人数将超过十萬人。
纳尔吉斯于4月27日在孟加拉湾中部形成，起初缓慢向西北移动，受惠于良好环境得以快速增强。4月29日系统受乾空气影响强度减弱，在开始转向东移后重新快速增强，并于5月2日达到强度的颠峰（至少为165公里每小时）。不久风暴在缅甸伊洛瓦底省登陆，进一步移入内陆后在缅甸与泰国的边境附近消散。

## 風暴歷史
在4月的最后一个星期，一个位于印度金奈的东南偏东方约1,150千米的孟加拉湾洋面上的低层环流中心附近有深层对流持续发展。在良好的幅散和微弱的垂直风切变环境之下，系统的环流巩固，并缓慢地组织起来。协调世界时4月27日0300时，印度气象局把系统定为低压，9小时后升格为深低压。同一时间，美国联合台风警报中心也把系统升格为热带气旋01B。系统受到一个位于其北方的高压脊引导缓慢向西北偏西方向移动，旋卷度开始增加。4月28日0000时，当系统移至金奈以东约550千米处，印度气象局把它升格为气旋风暴，并命名为纳尔吉斯。
4月28日，纳尔吉斯陷入两个分别位于其西北和东南方的高压之间，移动速度减慢至接近停滞。同日，联合台风警报中心把它升格为气旋，其强度等同于萨菲尔-辛普森飓风等级中的下限飓风。不久，印度气象局也把纳尔吉斯升格为强气旋风暴。受惠于较高的海水温度，风暴继续增强，并发展出风眼结构。4月29日早上，联合台风警报中心估计纳尔吉斯的最大持续风速达到每小时160千米（1分钟平均），同时印度气象局把它升格为特强气旋风暴。起初，预报指出风暴可能在孟加拉或印度东南部一带登陆。后来系统因为受到乾空气入侵而减弱，中心附近的深层对流因此显著消减。同时，位于风暴东南方的高压开始引导系统转向东北移动。虽然对流有所消减，但系统的环流依然强烈，根据卫星影像作出的德沃夏克分析法则得出系统可以曾减弱至热带风暴强度。4月29日晚上，对流开始重新发展，但较强的垂直风切变却阻止了系统的增强。
5月1日，纳尔吉斯转向接近正东方向移动，并得益于大幅改善的高空輻散和一道接近中的高空槽而开始快速增强，并发展出一个直径为19千米的清晰风眼。5月2日，联合台风警报中心认为系统在接近缅甸海岸时达到其强度的颠峰，最大持续风速为每小时215千米；而印度气象局则认为其颠峰强度为每小时165千米（3分钟平均）。纳尔吉斯约于5月2日1200时登陆缅甸伊洛瓦底省。风暴在陆上逐渐减弱并转向东北方向移动，在仰光以北以每小时130千米的风速掠过。5月3日早上，印度气象局对纳尔吉斯发出最后一报警报。系统在接近泰缅边境的高原地区时快速减弱，联合台风警报把它降格为热带风暴下限强度，並发出最后警报。

## 影響

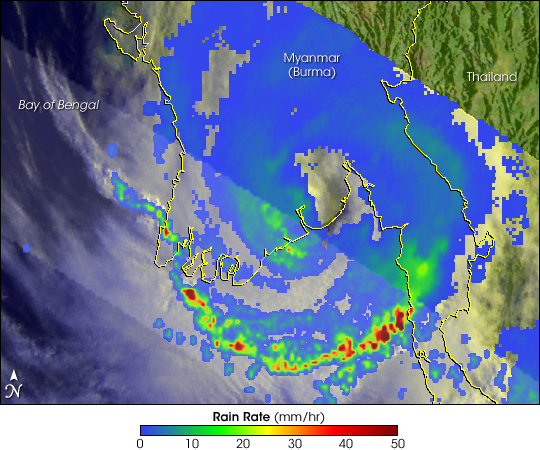
納基斯風暴帶來的巨大降雨量，由熱帶雨量測量衛星統計

### 孟加拉灣
在斯里蘭卡，風暴纳尔吉斯帶來了驚人的降雨，造成斯里蘭卡有10個省區淹水並發生土石流。這些地區中又以拉特纳普拉和凯格勒兩区受創最大，當地至少超過3000戶以上的家庭流離失所。數千間的房屋被洪水淹沒，21間房屋被摧毀。降雨使得斯里蘭卡全島有4500人無家可歸，和超過35000人受災。共造成三人死亡。
印度氣象局發佈警報，要求漁民在風暴期間不要出航在海上捕魚。巨浪跟強風將會沿著泰米爾納德邦及安得拉邦海岸。 此外，風暴也使得印度東南沿海地區溫度有所下降，而當時當地正受到嚴重的熱浪襲擊。
當風暴即將扺達孟加拉時，官方要求孟加拉農民趕緊完成稻米的收割工作，同時，孟加拉之前因氣旋錫德有過嚴重的糧食短缺經驗，而納基斯會導致農作物損毀。

### 緬甸

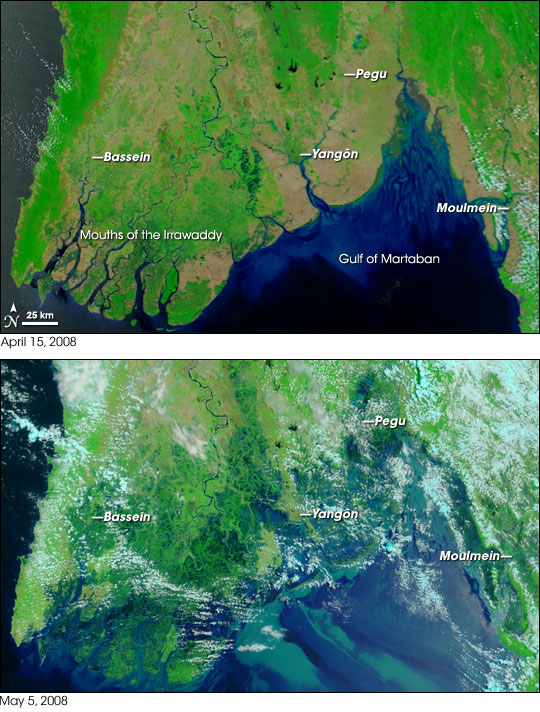
緬甸風災前(上)及後(下)

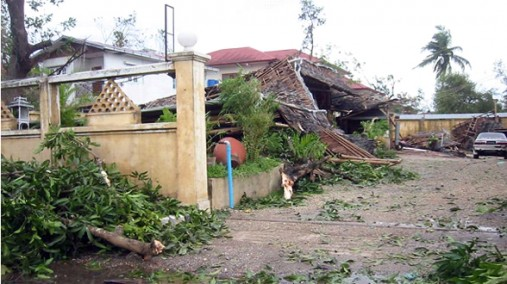
緬甸災區

2008年5月3日，發生風災後第一日緬甸官方政府確定在納爾吉斯吹襲緬甸後造成至少4人死亡，但官方並沒有調動任何資源救災。
2008年5月4日，官方死亡人數增至15,000人，國際社會開始了解到風災的嚴重性。
2008年5月6日，死亡人數增至22,980人死亡，42,000人失蹤，官方估計死亡人數會上升至70,000人。故此緬甸政府宣布五個地區——仰光省、伊洛瓦底省、勃固省及孟邦、克倫邦為確定的災區。數以千計的建築物被吹毀，在伊省的拉布達，官方媒體報導75%建築物倒塌，20%屋頂被吹翻。有報導指在伊洛瓦底江有95%建築物被吹毀。
2008年5月10日，緬甸官方媒體報導死亡人數增至23,335人，37,019人失蹤，1403人受傷。聯合國及部份駐當地外國大使估計超過十萬人死亡、超過100萬人無家可歸、近190萬人受災及只有四分之一災民得到救援，當中有很多人沒有潔淨飲水和食物。官方不理會國際呼籲把所有資源集中於救災工作，他們如期在當日舉行緬甸憲法公投。聯合國秘書長潘基文表示，未能與緬甸總理對話，感到失望。他呼籲緬甸軍政府放下政治歧見，容許外國救援人員入境協助救災，否則會出現更大災難。
2008年5月12日，官方傳媒報道死亡人數增至32,000人，33,000人失蹤，國內仍有一些地區與外界隔絕，很多災民仍然得不到救援，但政府官員仍然強調，不批准外國救援隊伍入境，所有救災和賑濟工作要由軍政府直接指揮。
2008年5月13日，死亡人數增至34,273人，27,838人失蹤，聯合國警告，現在只有不到三分之一的災民受到救助，除非軍政府立即准許大規模空運與海運提供協助及緬甸政府加快向國際救援人員頒發簽證的速度，否則在熱帶氣旋造成慘重傷亡後，緬甸可能面臨「第二波浩劫」。
2008年5月14日，死亡人數增至38,491人，聯合國估計受災人數增至250萬人。由於受災地區受暴雨威脅，為救援工作增加難度，紅十字會與紅新月會國際聯合會表示，災民會受更大災害威脅，他們也首次估計死亡人數可能超過128,000人。潘基文正在考慮派主管人道協調廳副秘書長约翰·霍姆斯在今後幾天內隨世界糧食計劃署的人道救援飛機前往緬甸。歐洲執行委員會負責人道援助的委員米歇爾告訴法新社說，熱帶氣旋摧毀緬甸主要農業地帶的稻米庫存之後，緬甸面臨饑荒的危機。
2008年5月15日，上午死亡人數增至43,318人，晚上增至77,738人死亡，55,917失蹤，19,359受傷。世界衛生組織指，緬甸風災災區出現霍亂個案，但數字跟當地往年相若，暫時未見有大規模爆發跡象。
2008年5月17日，緬甸政府早上首次帶領外國使節團，前往風災衝擊最嚴重的伊洛瓦底江三角洲，但由於政府計畫行程，使節團不能自由考察。
2008年5月18日，緬甸領袖丹瑞首次在災區露面。
2008年5月19日，聯合國主管災難、人道事務的副秘書長约翰·霍姆斯抵達緬甸，進行三天訪問。霍姆斯此行旨在說服緬甸軍政府敞開門戶，接納國際對風災的賑濟努力。為協助緬甸展開救災及災後恢復和重建工作，新加坡舉行東盟外長緊急會議，緬甸同意與東盟協調救災工作及接受更多救災物資運往災區，但會議被批評不能說服軍政府放寬限制外國救援人員入境。中國醫療隊應邀參與災區醫療救助服務，也是第一批國際救援隊之一。
2008年5月20日，緬甸今天起展開三天的正式追悼活動，在當地時間早上九時降半旗，向十三萬三千人喪生或下落不明者致哀。
2008年5月22日，聯合國秘書長潘基文從泰國啟程前往緬甸向軍政府施壓，要求緬甸當局接受全面的救災援助。
2008年5月23日，潘基文在緬甸新首都奈比多會見軍政府主席丹瑞後表示，緬甸同意允許所有外國救援人員入境展開賑災行動，以救濟災民。

## 事後

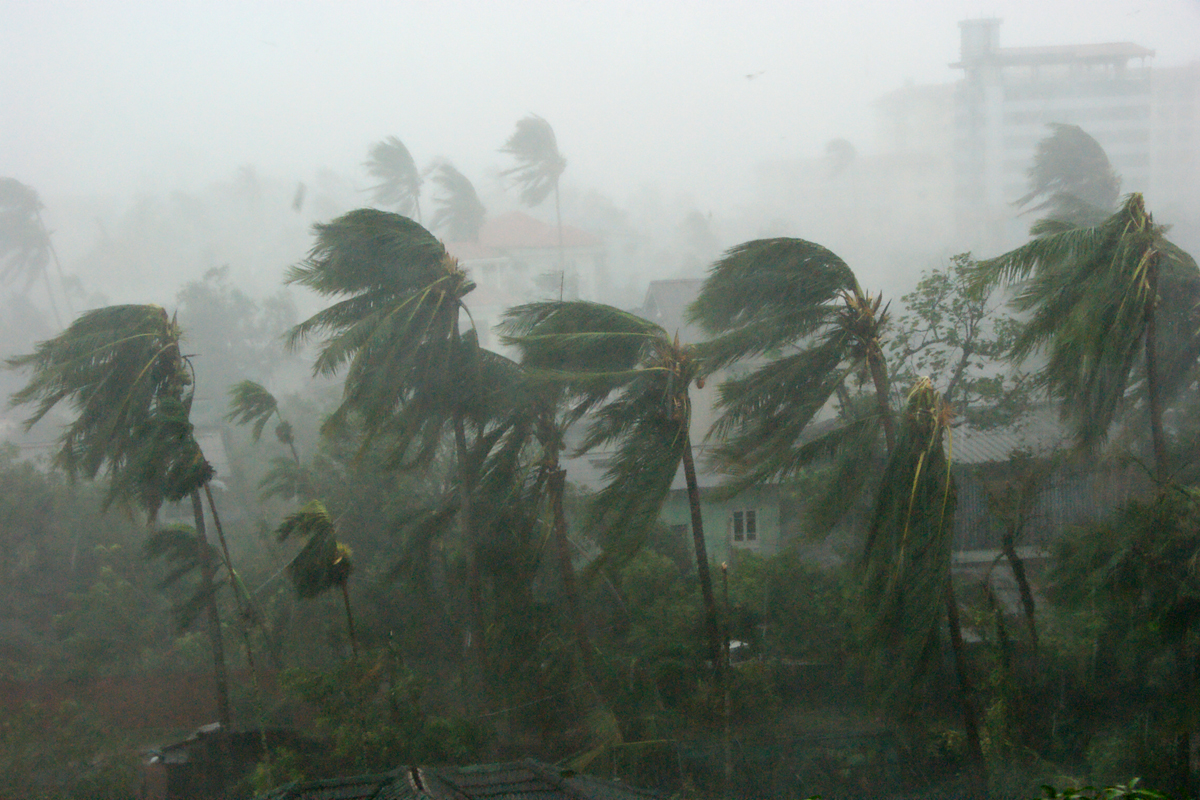
風災當時的仰光省

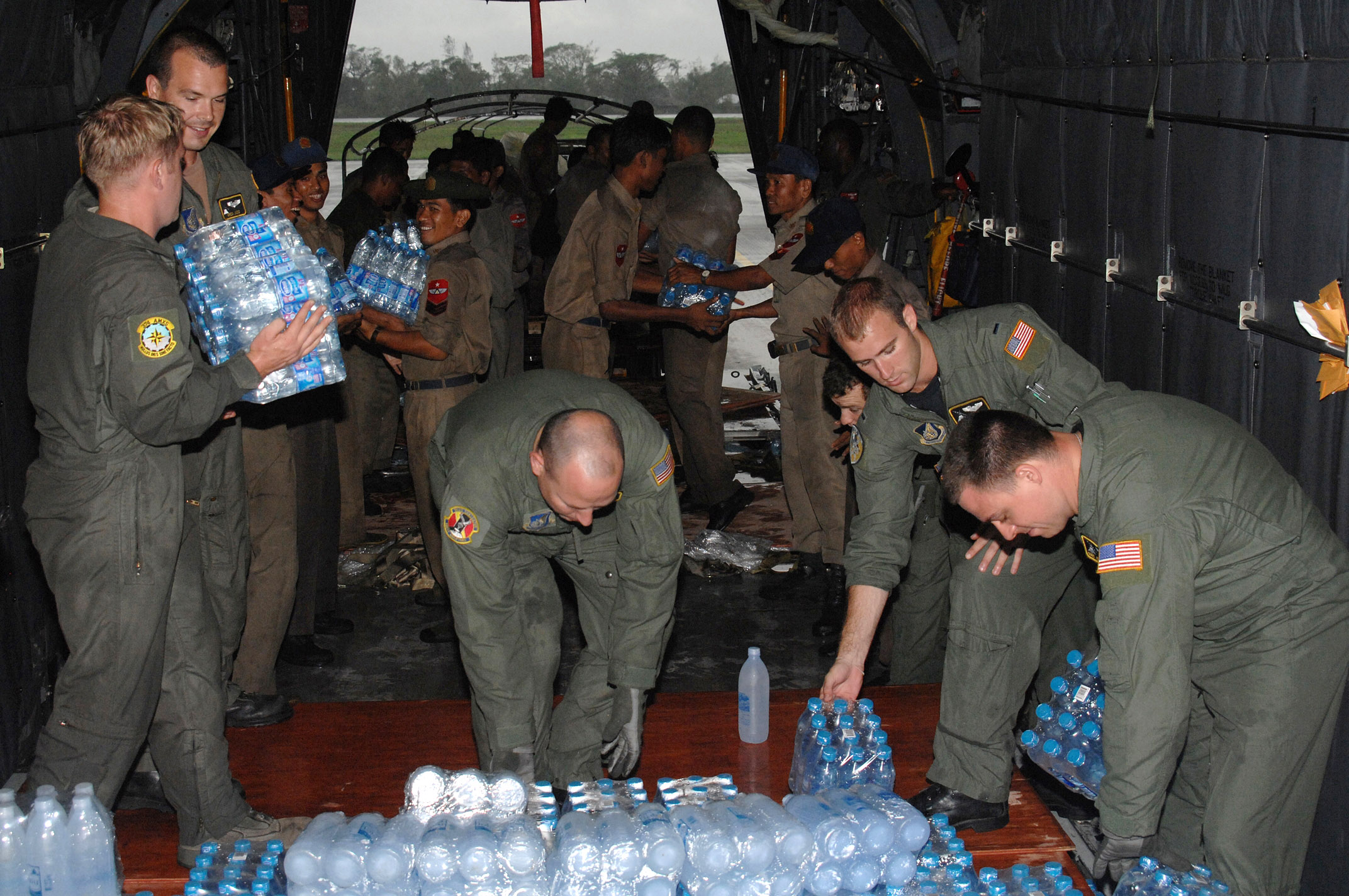
國際救援隊於仰光機場

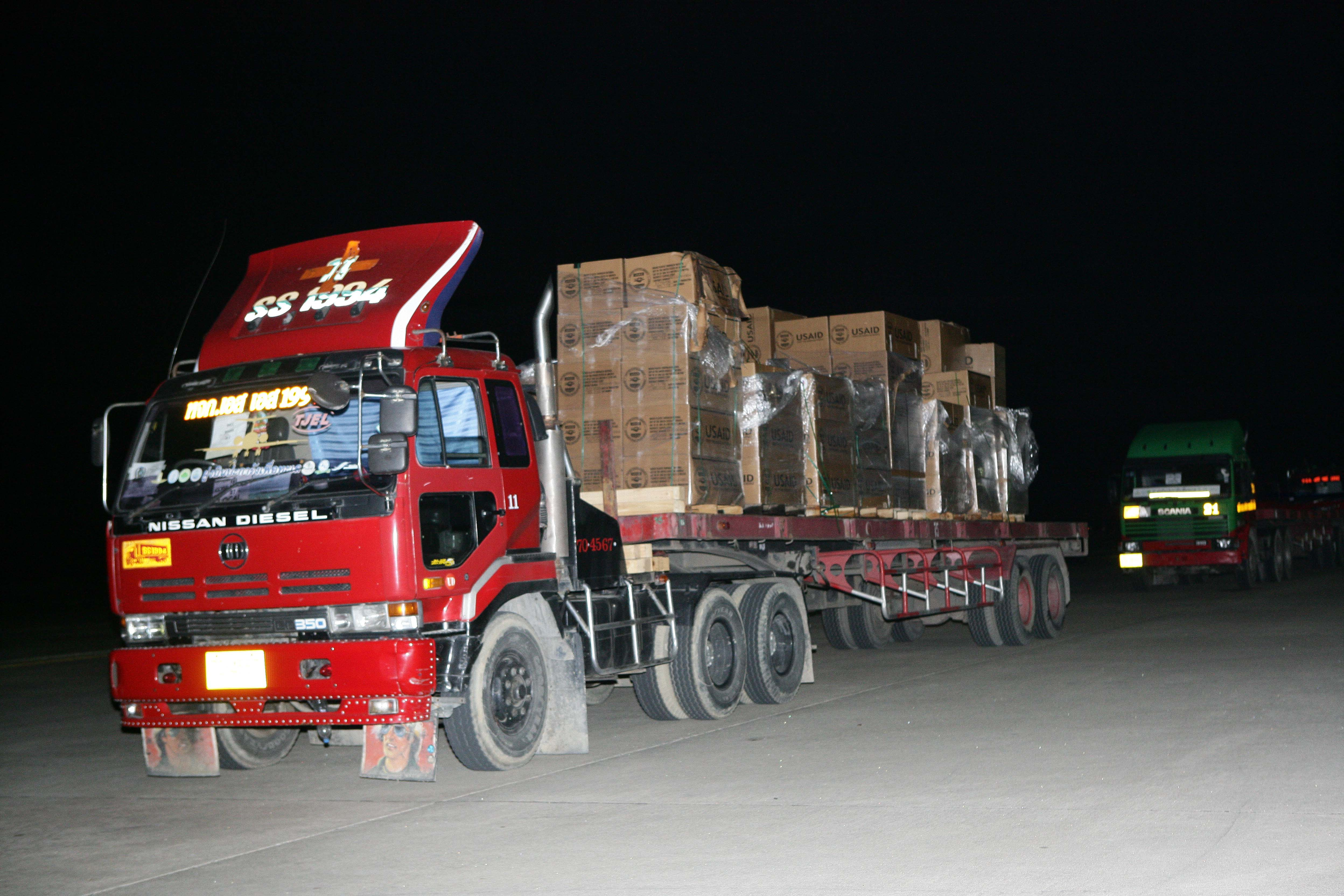
國際救災物資

2008年5月9日聯合國呼籲國際社會提供1.87億美元救濟緬甸災民，其中：
- 聯合國世界糧食計劃署需要560萬美元向受影響地區近63萬人提供糧食。
- 聯合國糧食及農業組織需要1000萬美元援助被風災摧殘的貧困農業及漁業社區。
- 聯合國人口基金需要300萬美元，指風災造成數以萬計懷孕婦女無家可歸，她們急需救生設備和協助，基金正在和人道救援組織合作調動緊急醫療設備去幫助有需要的災民。
- 聯合國兒童基金會需要820萬美元救助有需要的兒童和婦女。
- 聯合國中央應急基金即時出資2000萬美元，確保有緊急需求時，可迅速處理。
- 其他國家也承諾提供近7700萬美元的援助。

### 各方反應
- 外交人員在仰光市告訴路透社記者一些有關情況。他說被風暴襲擊過後的這些地方，在他眼中看來，就像是被戰火蹂躪過。聯合國官方亦評論「這裡情況非常糟糕，幾乎所有的房屋都倒塌。民眾處在很惡劣的情況」。
- 另一聯合國代表在報告表示「伊洛瓦底三角洲不但被風雨吹襲，而且暴風雨亦同時令環境變得惡劣」。英國《每日電訊報》報導此風暴引致緬甸食品價格不斷攀升。[34][35]
- 聯合國世界糧食計畫署泰國辦事處發言人指出緬甸軍政府拒絕外國救援組織的簽證申請是「當今社會中史無前例的」。
- 英國驻緬甸大使告訴半島電視台指緬甸救援規模可能比2004年在印尼亞齊省發生的南亞海嘯的大兩倍。他也說聯合國、聯合國世界糧食計劃署及其他救災隊伍正運送救援物資到災區，少部份運載物資的飛機獲准降落，但其它物資及外國專家人員無法入境，物資到達進度不能應付現在的需求量。
- 一名緬甸學者告訴半島電視台指緬甸政府認為如果准許國際救援組織入境，外國會看到政府如何侵犯自己國民人權及侵吞國家公款。他們也試圖掩飾今次風災導致的損失。
- 法國外交部長在2008年5月10日向法國《費加洛報》表示，法國不會把救援物資直接交給緬甸軍政府，但會獨力把物資送到災民手中。

### 捐獻
| 國家與地區     | 捐獻 |
| -------------- | --- |
|                | 300萬澳元                                                                                                |
|                | 20噸食物及藥物                                                                                           |
| 中華民國       | 20萬美元                                                                                                 |
| 比利时         | 25萬歐元                                                                                                 |
|                | 救災物品                                                                                                 |
| 加拿大         | 200萬美元緊急援助                                                                                        |
| 中华人民共和国 | 530萬美元救濟金（包括60噸救濟物品）                                                                      |
| 捷克           | 15.4萬美元                                                                                               |
| 丹麦           | 10.36萬美元                                                                                              |
| 欧盟           | 300萬美元                                                                                                |
| 芬兰           | 30萬歐元                                                                                                 |
| 佛蘭德         | 10萬歐元                                                                                                 |
| 法國           | 77.5萬美元                                                                                               |
| 德国           | 77萬美元                                                                                                 |
| 希腊           | 20萬美元，藥物及人道救援                                                                                 |
| 匈牙利         | 30萬美元，食物、藥物及人道援助                                                                           |
| 印度           | 超過72噸救災物品，帳篷、食物及藥物                                                                       |
| 印度尼西亞     | 100萬美元及其它食物及藥物援助                                                                            |
| 愛爾蘭         | 150萬美元                                                                                                |
| 以色列         | 10萬美元，由私人公司提供的食物及藥物                                                                     |
| 日本           | 帳篷及發電機價值2800萬日元（約267,000美元）； 通過聯合國世界糧食計畫署提供1000萬美元，及57萬美元其它援助 |
| 马来西亚       | 410萬美元                                                                                                |
| 荷蘭           | 100萬歐元                                                                                                |
| 新西兰         | 150萬紐西蘭元                                                                                            |
| 挪威           | 196萬美元                                                                                                |
| 塞爾維亞       | 药品和医疗用品                                                                                           |
| 新加坡         | 20萬美元                                                                                                 |
| 西班牙         | 捐獻775,000美元給聯合國世界糧食計畫署                                                                    |
| 瑞典           | 後勤支援及水淨化系統                                                                                     |
| 瑞士           | 47.5萬美元                                                                                               |
| 泰國           | 10萬美元，食物及藥物援助（初期）                                                                         |
| 土耳其         | 100萬美元，提供食物及醫療設備                                                                            |
| 英国           | 1700萬英鎊（3350萬美元），海軍西敏寺號巡防艦（HMS Westminster）                                          |
| 美国           | 325萬美元，兩棲突擊艦USS Essex                                                                           |